# Lekkoatletyka na Letnich Igrzyskach Olimpijskich 1992 – siedmiobój kobiet
Siedmiobój kobiet podczas XXV Letnich Igrzysk Olimpijskich w Barcelonie rozegrano 1 i 2 sierpnia 1992 na  Estadi Olímpic de Montjuïc. Zwyciężczynią została reprezentantka Stanów Zjednoczonych Jackie Joyner-Kersee, która tym samym obroniła tytuł zdobyty cztery lata wcześniej w Seulu.

## Rekordy

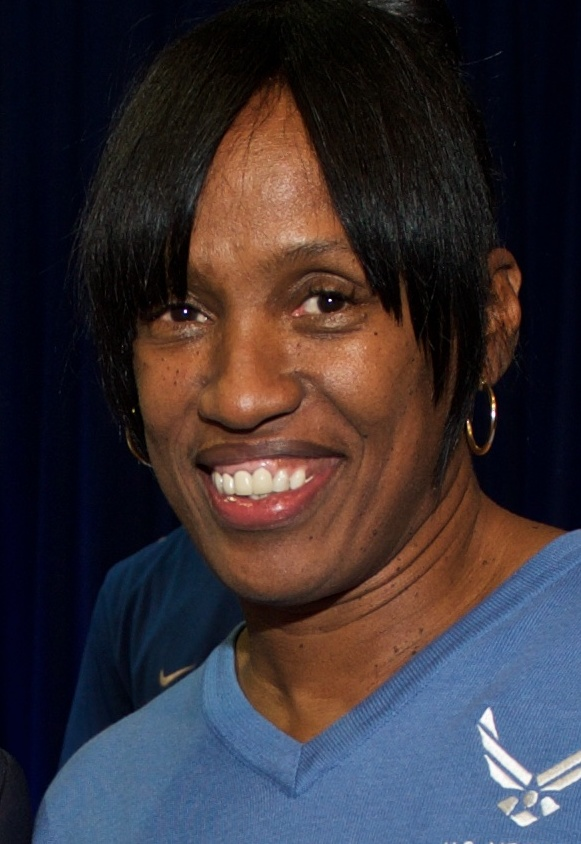
Jackie Joyner-Kersee

|                   | Zawodniczka          | Narodowość        | Wynik | Data                | Miejsce |
| ----------------- | -------------------- | ----------------- | ----- | ------------------- | ------- |
| Rekord świata     | Jackie Joyner-Kersee | Stany Zjednoczone | 7291  | 23–24 września 1988 | Seul    |
| Rekord olimpijski | Jackie Joyner-Kersee | Stany Zjednoczone | 7291  | 23–24 września 1988 | Seul    |

## Wyniki
| Poz. - pozycja |
| – rekord świata \| – rekord krajowy \| – rekord życiowy \| = – wyrównany rekord życiowy \| · – najlepszy wynik w sezonie \| = – wyrównany najlepszy wynik w sezonie \| – rekord olimpijski |
| Fn – falstart \| DNF – nie ukończyła \| DNS – nie wystartowała \| DSQ – zdyskwalifikowana                                                                                                  |

| Poz. | Zawodniczka          | Punkty       | 100 m ppł | Wzwyż   | Kula    | 200 m   | W dal   | Oszczep | 800 m   | Uwagi |
| ---- | -------------------- | ------------ | --------- | ------- | ------- | ------- | ------- | ------- | ------- | ----- |
| 1.   | Jackie Joyner-Kersee | 7044         | 12,85 s   | 1,91 m  | 14,13 m | 23,12 s | 7,10 m  | 44,98 m | 2:11,78 |       |
| 2.   | Irina Biełowa        | 6845         | 13,25 s   | 1,88 m  | 13,77 m | 23,34 s | 6,82 m  | 41,90 m | 2:05,08 |       |
| 3.   | Sabine Braun         | 6649         | 13,25 s   | 1,94 m  | 14,23 m | 24,27 s | 6,02 m  | 51,12 m | 2:14,35 |       |
| 4.   | Liliana Năstase      | 6619         | 12,86 s   | 1,82 m  | 14,34 m | 23,70 s | 6,49 m  | 41,30 m | 2:11,22 | [ 2 ] |
| 5.   | Swetła Dimitrowa     | 6464         | 13,23 s   | 1,70 m  | 14,68 m | 23,31 s | 6,11 m  | 44,48 m | 2:07,90 |       |
| 6.   | Peggy Beer           | 6434         | 13,48 s   | 1,82 m  | 13,23 m | 23,93 s | 6,01 m  | 48,10 m | 2:09,49 |       |
| 7.   | Birgit Clarius       | 6388         | 14,10 s   | 1,82 m  | 15,33 m | 24,86 s | 6,13 m  | 45,14 m | 2:08,63 |       |
| 8.   | Urszula Włodarczyk   | 6333         | 13,57 s   | 1,82 m  | 13,91 m | 24,18 s | 6,20 m  | 43,46 m | 2:14,96 |       |
| 9.   | Cindy Greiner        | 6300         | 13,59 s   | 1,79 m  | 14,35 m | 24,60 s | 6,38 m  | 40,78 m | 2:14,16 |       |
| 10.  | Maria Kamrowska      | 6263         | 13,48 s   | 1,70 m  | 14,49 m | 24,40 s | 6,12 m  | 44,12 m | 2:10,96 |       |
| 11.  | Kym Carter           | 6256         | 13,97 s   | 1,85 m  | 14,35 m | 24,54 s | 6,10 m  | 37,58 m | 2:08,62 |       |
| 12.  | Anżeła Atroszczenko  | 6251         | 14,03 s   | 1,79 m  | 13,05 m | 24,39 s | 6,22 m  | 45,18 m | 2:10,90 |       |
| 13.  | Petra Văideanu       | 6152         | 14,04 s   | 1,73 m  | 14,96 m | 25,28 s | 6,11 m  | 49,00 m | 2:18,40 |       |
| 14.  | Remigija Nazarovienė | 6142 13,75 s | 1,76 m    | 14,49 m | 25,20 s | 6,03 m  | 44,42 m | 2:14,95 |         |       |
| 15.  | Odile Lesage         | 6141         | 13,75 s   | 1,88 m  | 13,48 m | 25,24 s | 5,99 m  | 41,28 m | 2:15,57 |       |
| 16.  | Zhu Yuqing           | 6123         | 13,64 s   | 1,82 m  | 14,26 m | 23,83 s | 5,99 m  | 45,12 m | 2:31,84 |       |
| 17.  | Anu Kaljurand        | 6095         | 13,64 s   | 1,73 m  | 12,83 m | 25,29 s | 6,35 m  | 47,42 m | 2:19,61 |       |
| 18.  | Helle Aro            | 6030         | 13,87 s   | 1,70 m  | 13,11 m | 25,44 s | 6,23 m  | 45,42 m | 2:14,31 |       |
| 19.  | Clova Court          | 5994         | 13,48 s   | 1,58 m  | 13,85 m | 23,95 s | 6,10 m  | 52,12 m | 2:21,21 |       |
| 20.  | Tina Rättyä          | 5993         | 13,96 s   | 1,70 m  | 12,97 m | 25,09 s | 5,90 m  | 49,02 m | 2:15,18 |       |
| 21.  | Catherine Bond-Mills | 5897         | 14,31 s   | 1,76 m  | 12,96 m | 25,01 s | 6,01 m  | 43,30 m | 2:18,84 |       |
| 22.  | Anne Brit Skjæveland | 5869         | 13,73 s   | 1,82 m  | 12,07 m | 24,48 s | 6,08 m  | 35,42 m | 2:22,19 |       |
| 23.  | Nathalie Teppe       | 5847         | 14,06 s   | 1,79 m  | 12,69 m | 26,13 s | 5,65 m  | 52,58 m | 2:24,42 |       |
| 24.  | Manuela Marxer       | 5749         | 13,94 s   | 1,67 m  | 12,40 m | 24,43 s | 5,74 m  | 41,08 m | 2:17,53 |       |
| 25.  | Ghada Shouaa         | 5278         | 16,62 s   | 1,64 m  | 12,24 m | 25,44 s | 5,88 m  | 44,40 m | 2:24,30 |       |
| 26.  | Eunice Barber        | 4530         | 14,79 s   | 1,55 m  | 10,71 m | 25,66 s | 5,76 m  | NM      | 2:21,59 |       |
| –    | Ma Chun-ping         | DNF          | 14,52 s   | 1,76 m  | 12,13 m | 25,23 s | NM      | DNS     |         |       |
| –    | Rita Ináncsi         | DNF          | 14,53 s   | 1,67 m  | 13,15 m | 25,43 s | NM      | DNS     |         |       |
| –    | Alma Qeramixhi       | DNF          | 15,90 s   | NM      | 10,70 m | 27,81 s | 4,99 m  | DNS     |         |       |
| –    | Satu Ruotsalainen    | DNF          | 13,99 s   | NM      | DNS     |         |         |         |         |       |
| –    | Joanne Henry         | DNF          | 14,55 s   | DNF     | DNS     |         |         |         |         |       |
| –    | Jane Flemming        | DNF          | DNF       | DNS     |         |         |         |         |         |       |
| –    | Yasmina Azzizi       | DNS          |           |         |         |         |         |         |         |       |